# Ностра-Синьора-ди-Коромото-ин-Сан-Джованни-ди-Дио (титулярная диакония)
Ностра-Синьора-ди-Коромото-ин-Сан-Джованни-ди-Дио (лат. Diaconia Dominae Nostrae de Coromoto apud Sancti Ioannem a Deo) — титулярная церковь была создана Папой Иоанном Павлом II 3 мая 1985 года. Титулярная диакония принадлежит церкви Ностра-Синьора-ди-Коромото-ин-Сан-Джованни-ди-Дио, расположенной в квартале Рима Джаниколенсе, на ларго Богоматери Коромото.

## Список кардиналов-дьяконов и кардиналов-священников титулярной диаконии Ностра-Синьора-ди-Коромото-ин-Сан-Джованни-ди-Дио
- Росалио Кастильо Лара, S.D.B. — (25 мая 1985 — 29 января 1996), титулярная диакония pro hac vice (29 января 1996 — 16 октября 2007, до смерти);
- Фернандо Филони — (18 февраля 2012 — по настоящее время)[2].